# Lluís Altafulla Castelló
Lluís Altafulla i Castelló (Vilassar de Mar, Maresme, 1910) fou un atleta català cinc vegades campió de salt de longitud i record d'Espanya en aquesta modalitat el 1932 (que va subsistir fins a 1959).
Va formar part de la secció d'atletisme del Futbol Club Barcelona i del Club Esportiu Júpiter. L'any 1931 aconseguí el rècord de Catalunya de salt de longitud, que establí en 6,60 m, marca que amplià a 7,21 m el 20 de juliol de 1932 en el campionat d'Espanya, que restà vigent fins al 1959 quan fou superat per José Miguel Isasa. Fou cinc cops campió d'Espanya (1931, 1932, 1933, 1934 i 1935) i sis de Catalunya (1931, 1932, 1933, 1934, 1935 i 1936). Va participar en la IV Olimpíada Obrera celebrada a Anvers (1937). A la dècada dels anys quaranta es convertí en entrenador del Reial Club Deportiu Espanyol de Barcelona.